# Minh Thư (diễn viên)
Minh Thư có tên đầy đủ là Nguyễn Thị Minh Thư (sinh ngày 22 tháng 02 năm 1977 tại Thành phố Hồ Chí Minh) là một nữ diễn viên điện ảnh - diễn viên truyền hình, diễn viên múa, ca sĩ kiêm người mẫu nổi tiếng người Việt Nam. Cô được khán giả biết đến qua vai diễn Hạnh trong bộ phim điện ảnh Gái nhảy nổi tiếng và đình đám một thời.

## Tiểu sử và sự nghiệp
Cô tên đầy đủ là Nguyễn Thị Minh Thư, sinh ngày 22 tháng 2 năm 1976 tại Thành phố Hồ Chí Minh.
Từ nhỏ cô đã có biểu lộ thiên hướng nghệ thuật. Năm 10 tuổi, cô từng đoạt giải Nhì tiết mục múa "Em bé gái Giải phóng quân" tại Hội diễn văn nghệ thiếu nhi Thành phố Hồ Chí Minh.
Năm 1992, cô là một trong 11 diễn viên múa đạt tiêu chuẩn trúng tuyển vào Vũ đoàn Kim Quy. Năm 1995, cô trúng giải Nhất cuộc thi tuyển diễn viên điện ảnh tại Văn Thánh với tiểu phẩm kết hợp múa "Tiếng chày trên sóc Bombo". Cô được mời đóng vai chính trong phim "Chân trời nơi ấy", tuy nhiên không mấy gây được ấn tượng cho khán giả.
Khởi đầu sự nghiệp điện ảnh của cô liên tiếp hơn 10 bộ phim sau đó đều mờ nhạt. Cô chuyển hướng sang trình diễn thời trang và cùng 2 người bạn Huyền Trang và Nenita thành lập nhóm tam ca Sắc Màu để hàng đêm đi hát tại các tụ điểm. Tuy nhiên, sau 3 năm hoạt động, cô quyết định tách hẳn khỏi nhóm với lý do: "Tôi không có nhiều thời gian để lo cho nhóm và không muốn bị lệ thuộc. Nhóm thành lập đã 3 năm rồi mà chẳng đi đến đâu".
Trở lại với điện ảnh, cô mới bắt đầu gây được sự chú ý với vai Hoa - một nhân vật nữ sắc sảo và đầy mưu mô trong phim truyền hình Blouse trắng. Sau đó, cô mới thực sự biết đến với vai Hạnh, một cô gái sành sỏi nhưng cũng thật đáng thương, trong bộ phim Gái nhảy. Diễn xuất của cô trong phim bị đánh giá tuy đôi chỗ còn hơi cứng nhưng cũng đã chứng tỏ được sự tiến bộ so với trước.

## Đời tư
Cô đã từng có 2 lần dự định kết hôn nhưng không thành. Hiện nay cô sống độc thân với một con gái riêng tại Mỹ.

## Phim đã tham gia

### Phim Điện Ảnh
| Năm  | Phim                       | Vai   | Kênh / Định dạng |
| ---- | -------------------------- | ----- | ---------------- |
| 2003 | Gái Nhảy                   | Hạnh  | Phim chiếu rạp   |
| 2004 | Lọ Lem Hè Phố (Gái Nhảy 2) | Hạnh  | Phim chiếu rạp   |
| 2004 | Tiếng Dương Cầm Trong Mưa  | Châu  | Phim chiếu rạp   |
| 2005 | Lấy Vợ Sài Gòn             | Nhung | Phim chiếu rạp   |
| 2007 | Chuông Reo Là Bắn          | Hồng  | Phim chiếu rạp   |

### Phim Truyền Hình
| Năm                 | Phim                  | Vai          | Kênh / Định dạng |
| ------------------- | --------------------- | ------------ | ---------------- |
| 2001                | Trái tim vuông        | Bích         | VTV3             |
| 2002                | Blouse trắng          | Thủy Hoa     | HTV7             |
| 2002                | Giữa đời thường       | Huệ          | HTV7             |
| 2003                | Thời vi tính          | Hạnh         | HTV9             |
| 2006                | Hương phù sa          | Quyên        | HTV9             |
| 2006                | Hướng nghiệp (phần 2) | Tú           | HTV9             |
| 2007                | Ghen                  | Hà Nam       | HTV9             |
| 2008                | Truy tìm dấu vết      | Bích         | HTV7             |
| Mùa chim én xôn xao | Thu Sương             | HTV9         |                  |
| 2010                | Quý cô tuổi Dần       | Nam An       | VTV1             |
| 2010                | Anh em nhà bác sĩ     | Thuỳ Hương   | THVL1            |
| 2012                | Khi người quay lưng   | Lan Hoa      | THVL1            |
| 2013                | Bão mùa hè            | Tường Phượng | HTV7             |
| 2014                | Nơi chốn ta quay về   | Nhung        | VTV1             |
| 2015                | Bí mật chôn vùi       | Bảo Hạnh     | VTV Cần Thơ 1    |

### Bài hát trình bày
- Áo cưới không màu
- Xóa tên người tình
- Lời nói dối muộn màng
- Đêm nguyện cầu
- Ước hẹn chiều đông

### Nhóm nhạc tham gia
- Nhóm Sắc Màu

## Giải thưởng và vinh danh đề cử
- Giải Nhì tiết mục múa "Em bé gái Giải phóng quân" tại Hội diễn văn nghệ thiếu nhi Thành phố Hồ Chí Minh.
- Giải Nhất cuộc thi tuyển diễn viên điện ảnh tại Văn Thánh với tiểu phẩm kết hợp múa "Tiếng chày trên sóc Bombo".
- Năm 2003, Minh Thư được Hãng phim Giải phóng cử làm đại diện tham dự LHP tổ chức tại thành phố Nantes (Pháp) từ 25/11 đến 2/12
- Tối 5/11/2016, "Gái nhảy" Minh Thư và Midu cùng diện những bộ cảnh lộng lẫy, xuất hiện khá sớm tại thảm đỏ lễ bế mạc LHP Quốc tế Hà Nội lần thứ IV. Cả hai đã có những khoảnh khắc đọ sắc trên thảm đỏ khiến nhiều người phải trầm trồ[1]